# Riesgo sísmico

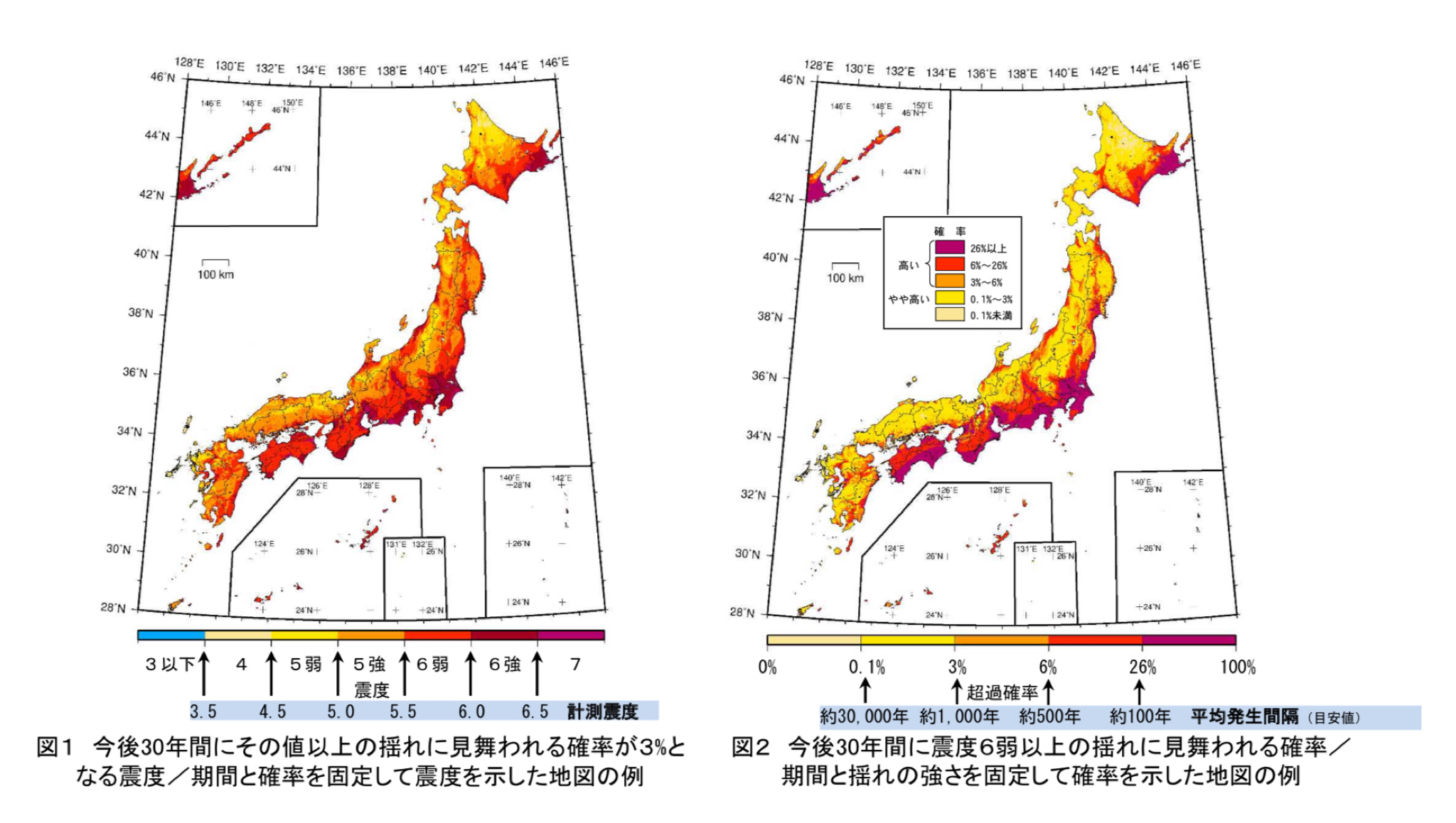
Mapa sísmico de Japón.

Se llama riesgo sísmico a una medida que combina el peligro sísmico, con la vulnerabilidad y la posibilidad de que se produzcan en ella daños por movimientos sísmicos en un período determinado. No debe confundirse este concepto con el de peligro sísmico, que mide la probabilidad de que se produzca una cierta aceleración del suelo por causas sísmicas.y derrumbar las casas y causar muertes o heridos

## Introducción
En el riesgo sísmico influyen la probabilidad de que se produzca un evento sísmico o terremoto, los posibles efectos locales de amplificación de las ondas sísmicas, directividad, etc., la vulnerabilidad de las construcciones (e instituciones) y la existencia de habitantes y bienes que puedan ser perjudicados.
El riesgo sísmico depende fuertemente de la cantidad y tipo de asentamientos humanos del lugar. Aunque el peligro potencial sísmico es muy alto en Yakutat (Alaska), el riesgo sísmico es pequeño porque es una región muy deshabitada. En cambio, el peligro sísmico no es tan grande en Managua, porque allí los grandes sismos no suelen ser tan frecuentes como en Yakutat, pero la cantidad de personas que viven allí, la cercanía a las fallas, y el tipo de construcción, hacen que el riesgo sísmico sea muy grande; esto es claro al comparar el número de víctimas, para uno y otro lugar.

## Cuantificación del riesgo sísmico
No existe una única manera de evaluar el riesgo sísmico, por lo que diferentes normas y diferentes autores trabajan con diferentes índices de riesgo. Un índice de riesgo (Rs) es una función computable a partir de la peligrosidad sísmica (P), la vulnerabilidad sísmica (V) y el daño sísmico potencial (D), algo como:

{\displaystyle R_{s}=\phi (P,V,D)\,}

Donde:
{\displaystyle P\,} o peligrosidad depende de la región donde está ubicada una determinada construcción o infraestructura, y es una medida relacionada con la probabilidad de ocurrencia de sismos de cierta intensidad.
{\displaystyle V\,} o vulnerabilidad depende de la tipología y características geométricas de una construcción así como de los materiales con que fue fabricada.
{\displaystyle D\,} o daño es una medida de los daños materiales o el número de víctimas potencial en caso de fallo estructural de la construcción o infraestructura.
El riesgo se ve potenciado cuando la peligrosidad aumenta, o aumenta la vulnerabilidad o aumenta el daño potencial, por esa razón la función {\displaystyle \phi (\cdot ,\cdot ,\cdot )} se toma como una función monótona creciente en todos sus argumentos. Si la función es diferenciable eso implica:

{\displaystyle {\frac {\partial \phi }{\partial P}}\geq 0;\qquad {\frac {\partial \phi }{\partial V}}\geq 0;\qquad {\frac {\partial \phi }{\partial D}}\geq 0}